# Монтур (Айова)
Монтур (англ. Montour) — місто (англ. city) в США, в окрузі Тама штату Айова. Населення — 203 особи (2020).

## Географія
Монтур розташований за координатами 41°58′49″ пн. ш. 92°42′54″ зх. д. / 41.98028° пн. ш. 92.71500° зх. д. (41.980261, -92.714994).  За даними Бюро перепису населення США в 2010 році місто мало площу 1,18 км², уся площа — суходіл.

## Демографія
Згідно з переписом 2010 року, у місті мешкало 249 осіб у 106 домогосподарствах у складі 71 родини. Густота населення становила 211 особа/км².  Було 116 помешкань (98/км²).
Расовий склад населення:
| - 94,4 % — білих - 4,4 % — корінних американців |

До двох чи більше рас належало 0,8 %. Частка іспаномовних становила 3,2 % від усіх жителів.
За віковим діапазоном населення розподілялося таким чином: 21,3 % — особи молодші 18 років, 63,4 % — особи у віці 18—64 років, 15,3 % — особи у віці 65 років та старші. Медіана віку мешканця становила 45,1 року. На 100 осіб жіночої статі у місті припадало 96,1 чоловіків;  на 100 жінок у віці від 18 років та старших — 96,0 чоловіків також старших 18 років.
Середній дохід на одне домашнє господарство  становив 58 351 долар США (медіана — 57 321), а середній дохід на одну сім'ю — 67 207 доларів (медіана — 67 000). За межею бідності перебувало 8,8 % осіб, у тому числі 13,5 % дітей у віці до 18 років та 14,3 % осіб у віці 65 років та старших.
Цивільне працевлаштоване населення становило 130 осіб. Основні галузі зайнятості: виробництво — 29,2 %, освіта, охорона здоров'я та соціальна допомога — 23,8 %, будівництво — 14,6 %, мистецтво, розваги та відпочинок — 6,9 %.